# Leucoptera pulchricola
Leucoptera pulchricola là một loài bướm đêm thuộc họ Lyonetiidae. Nó được tìm thấy ở Nam Phi.
Ấu trùng ăn Ochna pulchra.